# Lancillotto di Navarra
Lancillotto di Navarra (anche noto come Lanzarotto; 15 aprile 1386 – Olite, 8 gennaio 1420) è stato un patriarca cattolico spagnolo, figlio illegittimo di Carlo III di Navarra e Patriarca latino di Alessandria.

## Biografia
Lancillotto nacque il 15 aprile 1386 da Carlo di Navarra e dalla sua amante, Maria Miguel de Esparza, che in seguito gli diede altri quattro figli. Carlo divenne re di Navarra nel 1387 e da allora Lancillotto e sua madre vissero a corte, il che spinse la regina Eleonora a lasciare la corte con le figlie Giovanna, Maria, Bianca e Beatrice. Probabilmente, la regina temeva che Carlo potesse favorire come eredi i figli illegittimi rispetto alle sue figlie legittime, e la faida si risolse solo quando il re riconobbe formalmente Giovanna come erede presuntiva.
Di conseguenza, nel 1390 la madre di Lancillotto venne fatta ritirare in un convento e il bambino fu affidato alle cure del tesoriere reale, García López de Lizásoain, e dell'abate di Zubiurrutia, García de Ballariaín. Nel 1394, fece la sua prima apparizione pubblica, deponendo un fiorino d'oro sotto la prima pietra della Cattedrale di Pamplona. Nel 1397, insieme al fratello minore Goffredo, venne iscritto al liceo latino di Pamplona e il 24 gennaio 1403 partì per frequentare l'Università di Tolosa.
L'11 giugno 1403, Carlo inserì nel suo testamento la volontà che Lancillotto fosse nominato vescovo di Pamplona. A novembre, Lancillotto fu nominato tale da due arcidiaconi di Avignone, ma il papa avignonese Benedetto XIII non ratificò la nomina e nel 1404 lo nominò invece notaio apostolico, arcidiacono di Calahorra e sagrestano di Vichy, tutte cariche relative al regno di Castiglia, che le accettarono solo nel 1407. Benedetto continuò a rifiutare anche dopo che la sede di Pamplona divenne vacante nel 1406 e dopo il 1408, quando cercò l'appoggio di Navarra contro Roma e il suo papa, Gregorio XII. Nominò invece Lancillotto vicario generale e amministratore apostolico e il 2 settembre 1418 gli concesse il patriarcato di Alessandria. Nello stesso anno, suo padre gli concesse il castello di Aratzuri, insieme ai fondi per ampliarlo.
Mai dedito alla vita religiosa, Lancillotto generò almeno due figli illegittimi, Margherita e Giovanni, e accumulò enormi debiti che la sua morte, avvenuta l'8 gennaio 1420 a Olite, lasciò non pagati. Venne sepolto nella cattedrale di Pamplona.

## Ascendenza
|                         |   |                        | Genitori               |  |  | Nonni |  |  | Bisnonni               |  |  | Trisnonni      |  |
|                         |   |                        |                        |  |  |       |  |  | Filippo III di Navarra |  |  | Luigi d'Évreux |  |
|                         |   |                        |                        |  |  |       |  |  | Filippo III di Navarra |  |  | Luigi d'Évreux |  |
|                         |   | Margherita d'Artois    |                        |  |  |       |  |  | Filippo III di Navarra |  |  |                |  |
| Carlo II di Navarra     |   |                        |                        |  |  |       |  |  | Filippo III di Navarra |  |  |                |  |
|                         |   | Giovanna II di Navarra | Luigi X di Francia     |  |  |       |  |  |                        |  |  |                |  |
|                         |   | Giovanna II di Navarra | Luigi X di Francia     |  |  |       |  |  |                        |  |  |                |  |
|                         |   | Giovanna II di Navarra | Margherita di Borgogna |  |  |       |  |  |                        |  |  |                |  |
| Carlo III di Navarra    |   | Giovanna II di Navarra |                        |  |  |       |  |  |                        |  |  |                |  |
|                         |   | Giovanni II di Francia | Filippo VI di Francia  |  |  |       |  |  |                        |  |  |                |  |
|                         |   | Giovanni II di Francia | Filippo VI di Francia  |  |  |       |  |  |                        |  |  |                |  |
|                         |   | Giovanni II di Francia | Giovanna di Borgogna   |  |  |       |  |  |                        |  |  |                |  |
| Giovanna di Valois      |   | Giovanni II di Francia |                        |  |  |       |  |  |                        |  |  |                |  |
|                         |   | Bona di Lussemburgo    | Giovanni I di Boemia   |  |  |       |  |  |                        |  |  |                |  |
|                         |   | Bona di Lussemburgo    | Giovanni I di Boemia   |  |  |       |  |  |                        |  |  |                |  |
|                         |   | Bona di Lussemburgo    | Elisabetta di Boemia   |  |  |       |  |  |                        |  |  |                |  |
| Lancillotto di Navarra  |   | Bona di Lussemburgo    |                        |  |  |       |  |  |                        |  |  |                |  |
|                         | … | …                      |                        |  |  |       |  |  |                        |  |  |                |  |
|                         | … | …                      |                        |  |  |       |  |  |                        |  |  |                |  |
|                         | … | …                      |                        |  |  |       |  |  |                        |  |  |                |  |
| …                       | … |                        |                        |  |  |       |  |  |                        |  |  |                |  |
|                         |   | …                      | …                      |  |  |       |  |  |                        |  |  |                |  |
|                         |   | …                      | …                      |  |  |       |  |  |                        |  |  |                |  |
|                         |   | …                      | …                      |  |  |       |  |  |                        |  |  |                |  |
| Maria Miguel de Esparza |   | …                      |                        |  |  |       |  |  |                        |  |  |                |  |
|                         |   | …                      | …                      |  |  |       |  |  |                        |  |  |                |  |
|                         |   | …                      | …                      |  |  |       |  |  |                        |  |  |                |  |
|                         |   | …                      | …                      |  |  |       |  |  |                        |  |  |                |  |
| …                       |   | …                      |                        |  |  |       |  |  |                        |  |  |                |  |
|                         |   | …                      | …                      |  |  |       |  |  |                        |  |  |                |  |
|                         |   | …                      | …                      |  |  |       |  |  |                        |  |  |                |  |
|                         |   | …                      | …                      |  |  |       |  |  |                        |  |  |                |  |
|                         |   | …                      |                        |  |  |       |  |  |                        |  |  |                |  |